# Zachariah Chandler
Zachariah Chandler (Bedford, 1813. december 10. – Chicago, 1879. november 1.) az Amerikai Egyesült Államok szenátora (Michigan, 1857–1875 és 1879).